# Râul Nosivolo
Râul Nosivolo este un râu în estul Madagascarului și un curs de apă, afluent al râului Mangoro. Începe la est de Fandriana. Satul Marolambo, capitala districtului Marolambo din regiunea Atsinanana, este situat de-a lungul râului, la confluența cu râul Sandranamby.
Este un râu important în Madagascar datorită biodiversității sale (inclusiv cicladele Katria katria și Oxylapia polli și peștele curcubeu malgaș), care a stimulat eforturile de a-l proteja. A fost desemnat primul râu sit Ramsar din țară în 2010.
Afluenții principali ai râului Nosivolo sunt râul Sandranamby (cu care se unește lângă Marolambo), Sahadinta, Manandriana și Sahanao.